# La Orotava
La Orotava es un municipio español perteneciente a la isla de Tenerife, en la provincia de Santa Cruz de Tenerife, comunidad autónoma de Canarias. La capital municipal está localizada en la Villa de La Orotava, situada a unos 360 m s. n. m.
El casco histórico de La Orotava fue declarado conjunto histórico artístico Nacional en 1976 y se encuentra incluido en el Inventario de Protección del Patrimonio Cultural Europeo como Conjunto Monumental.
Además, es destacable que gran parte del parque nacional del Teide (declarado Patrimonio de la Humanidad en 2007) se encuentra dentro de su término municipal. La Orotava es también el municipio más alto de España y con mayor desnivel, su término municipal llega desde el nivel del mar, hasta los 3718 metros del pico Teide (el pico más alto de España). El municipio tiene una población de 42 585 habitantes (INE 2024). Junto con los municipios vecinos de Los Realejos y Puerto de la Cruz forma el área metropolitana del Valle de La Orotava con 111 606 habitantes (2024).

## Toponimia
No se sabe con claridad de dónde proviene el nombre de la población, pero la gran mayoría de investigadores sostienen que podría deberse a la situación de esta en la época de los guanches, que llamaban a la zona Arautaba o Arautápala. Desde el punto de vista estrictamente lingüístico, hay quien sostiene que la voz Orotava pertenece a un estado muy avanzado de deformación castellanizada del correspondiente primario amazig. Los defensores de estas hipótesis tratan de defenderlas contando, por ejemplo, que entre las poblaciones touaregs del Ahaggar, Sahara Central, encontramos el sustantivo 'arrau' (pl:arrauen) = 'niño' (sexo masculino). Y añaden que para complementar la voz guanche es preciso apuntar al verbo 'aba' = 'no haber', 'no existir'. O por ejemplo mencionan también el dialecto tachelhit del Sous y Anti-Atlas, donde parece ser que se documenta la forma plural 'arrau' = 'niños'. Según esta hipótesis, la evolución fonética podría ser: arrauttaba <> arautaba <> arautava <> araotaba <> araotava <> arotava <> aorotava <> orotava.
La variante 'araotava' es la que se cita con mayor frecuencia en las Datas suponiendo esta forma aproximadamente el 65 % del total estudiado de aquellas. El 35 % restante se reparte entre las demás destacándose entre ellas la de 'araotaba'. Como podremos observar más adelante, en casi todas las Datas de repartimientos de tierras aparece grafiado '...del Araotaba' o '...del Araotava', a nuestro criterio en clara referencia a algún lugar concreto generador del topónimo que frecuentemente alude a las 'aguas del Araotava'.
Se puede señalar que los últimos términos mencionados se citan en las Datas desde el 17/4/1500 hasta el 19/3/1522, lo que demostraría la pervivencia cronológica del vocablo guanche primigenio en la memoria colectiva del pueblo, y por ende de la lengua autóctona. Efectivamente, el mismo Adelantado Alonso Fernández de Lugo continuaría incluyéndolo en las Datas, lo que revela su autenticidad aunque posteriormente se haya elegido el más castellanizado de Orotava, debido precisamente al fuerte proceso aculturizador que generó numerosos topónimos derivados de originales isleños.

## Símbolos

### Escudo

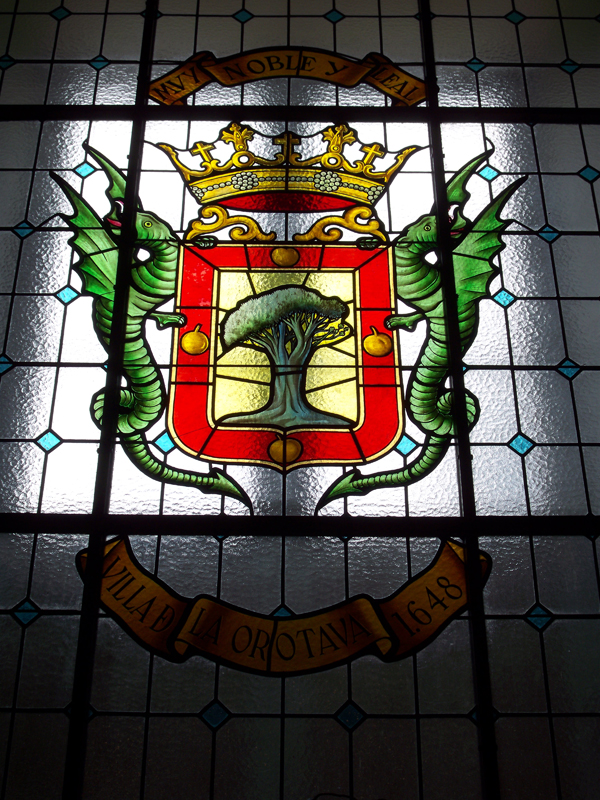
Escudo de La Orotava de una cristalera del ayuntamiento

El antiguo escudo de la villa desapareció tras un incendio que destruyó el edificio del ayuntamiento a finales del siglo xix, sin que quedase rastro de su configuración.
La configuración moderna del escudo fue otorgada por el rey Alfonso XIII por Real Decreto de fecha 15 de febrero de 1905, siendo su descripción heráldica la siguiente: «De oro, un drago en su color. Bordura de gules, con cuatro manzanas de oro. Al timbre, corona real abierta. Como soportes, dos dragones de sinople».
El escudo representa al jardín de las Hespérides que, en la antigüedad, se creía ubicado en Canarias. Por ello, a ambos lados del escudo se representan dos dragones de sinople alados con cola en punta y sus patas apoyadas en los flancos, a semejanza de los custodios del jardín, y que podrían simbolizar además las dos laderas que limitan el Valle a este y oeste. En campo de oro, se representa el colosal drago que existió en La Orotava dentro de la propiedad de la familia Franchy y Alfaro hasta el siglo XIX en que fue abatido durante una tormenta. En bordura de gules, cuatro manzanas de oro situadas respectivamente en centro del Jefe, en ambos flancos y en centro de la punta, que representan los cuatro pueblos que existían en el valle de La Orotava en el momento de la creación del escudo: La Orotava, Puerto de la Cruz, Realejo Alto y Realejo Bajo.[cita requerida]

### Bandera
La Bandera Oficial de la Villa de La Orotava, en procedimiento iniciado por el Excmo. Ayuntamiento, una vez cumplido con todo el procedimiento legal, de exposición pública y aprobación de la Comisión Heráldica de la comunidad autónoma de Canarias, fue aprobada por Orden de 2 de agosto de 2013 de la Consejería de Presidencia, Justicia e Igualdad del Gobierno de Canarias (BOC de 9 de agosto de 2013).

Su descripción es la siguiente: «Paño blanco rectangular de tafetán, raso o fibra sintética, cuya longitud es de 2:3 (una vez y media más largo que ancho)». En medio del paño debe situarse el escudo de armas como carga cuya descripción es la siguiente: «De oro, un drago en su color. Bordura de gules con cuatro manzanas de oro, una en el eje, otra en la punta y una a cada lado. Dos dragones de sinople linguados en gules como soportes. Al timbre, corona real abierta».

## Geografía
Está situado en el norte de la isla, ocupando gran parte del valle de La Orotava y la parte central de la isla, hecho que lo hace limitar con muchos de los municipios de la isla: Santa Úrsula, Puerto de la Cruz, Los Realejos, San Juan de la Rambla, La Guancha, Icod de los Vinos, Santiago del Teide, Guía de Isora, Adeje, Vilaflor de Chasna, Granadilla de Abona, Arico, Fasnia, Güímar y Arafo.
Tiene una extensión de 207,31 km², siendo el municipio de mayor extensión tanto de la isla como de la provincia de Santa Cruz de Tenerife.
La altitud de su término municipal va desde el nivel del mar hasta los 3718 m s. n. m. de la cima del Teide, lo que lo convierte en el municipio que alcanza mayor altura de España.

### Hidrografía
El término municipal se encuentra surcado de barrancos, siendo los de mayor entidad el barranco del Pino, límite con Santa Úrsula; el barranco de Llarena, el barranco de Araujo, el barranco Martiánez y el barranco Cerrudo, estos dos últimos desembocan en Puerto de la Cruz.

### Clima
| Parámetros climáticos promedio de La Orotava (1982-2012) | Parámetros climáticos promedio de La Orotava (1982-2012) | Parámetros climáticos promedio de La Orotava (1982-2012) | Parámetros climáticos promedio de La Orotava (1982-2012) | Parámetros climáticos promedio de La Orotava (1982-2012) | Parámetros climáticos promedio de La Orotava (1982-2012) | Parámetros climáticos promedio de La Orotava (1982-2012) | Parámetros climáticos promedio de La Orotava (1982-2012) | Parámetros climáticos promedio de La Orotava (1982-2012) | Parámetros climáticos promedio de La Orotava (1982-2012) | Parámetros climáticos promedio de La Orotava (1982-2012) | Parámetros climáticos promedio de La Orotava (1982-2012) | Parámetros climáticos promedio de La Orotava (1982-2012) | Parámetros climáticos promedio de La Orotava (1982-2012) |
| Mes                                                      | Ene.                                                     | Feb.                                                     | Mar.                                                     | Abr.                                                     | May.                                                     | Jun.                                                     | Jul.                                                     | Ago.                                                     | Sep.                                                     | Oct.                                                     | Nov.                                                     | Dic.                                                     | Anual                                                    |
| -------------------------------------------------------- | -------------------------------------------------------- | -------------------------------------------------------- | -------------------------------------------------------- | -------------------------------------------------------- | -------------------------------------------------------- | -------------------------------------------------------- | -------------------------------------------------------- | -------------------------------------------------------- | -------------------------------------------------------- | -------------------------------------------------------- | -------------------------------------------------------- | -------------------------------------------------------- | -------------------------------------------------------- |
| Temp. máx. media (°C)                                    | 17.1                                                     | 17.4                                                     | 18.6                                                     | 19.4                                                     | 20.5                                                     | 22.4                                                     | 25.1                                                     | 26.2                                                     | 24.9                                                     | 23.2                                                     | 20.2                                                     | 18.1                                                     | 21.1                                                     |
| Temp. media (°C)                                         | 14.0                                                     | 14.3                                                     | 15.2                                                     | 15.8                                                     | 16.8                                                     | 18.7                                                     | 21.1                                                     | 21.8                                                     | 21.3                                                     | 19.6                                                     | 17.2                                                     | 15.0                                                     | 17.6                                                     |
| Temp. mín. media (°C)                                    | 11.0                                                     | 11.2                                                     | 11.8                                                     | 12.2                                                     | 13.2                                                     | 15.1                                                     | 17.1                                                     | 17.5                                                     | 17.7                                                     | 16.1                                                     | 14.2                                                     | 12.0                                                     | 14.1                                                     |
| Precipitación total (mm)                                 | 69                                                       | 53                                                       | 50                                                       | 27                                                       | 13                                                       | 5                                                        | 1                                                        | 2                                                        | 10                                                       | 45                                                       | 83                                                       | 88                                                       | 446                                                      |
| Fuente: Climate-data.org                                 |                                                          |                                                          |                                                          |                                                          |                                                          |                                                          |                                                          |                                                          |                                                          |                                                          |                                                          |                                                          |                                                          |

### Flora y fauna
Existen también densas extensiones de pinar con sotobosque de fayas y brezos, pinares de repoblación, que dan paso al matorral de alta montaña.
El gran interés del parque nacional del Teide reside en su flora, que cuenta con 139 plantas superiores catalogadas, de las cuales 50 son endémicas de Canarias. Algunas de estas joyas naturales son el tajinaste rojo, el rosal del guanche o la violeta del Teide, que tiene el honor de ser la que florece a mayor altitud de todo el territorio nacional. Se localizan también la retama del Teide, el tajinaste azul, hierba pajonera, rosalillo de cumbre y cardo de plata. En el núcleo urbano hasta 2020 se localizaba una palmera protegida como árbol monumental.
En su fauna las especies más importantes del parque son los invertebrados. Se encuentran catalogados más de 700 especies de insectos, de las que el 50% son endémicas de la zona. Existen algunas especies de reptiles (como el lagarto tizón) y aves (alimoche, gavilán, cernícalo, milano real). Los mamíferos son escasos, destacando el muflón, el conejo y 5 especies de murciélagos.

### Geología
Modelos geológicos y geomecánicos explican la formación de los valles de La Orotava y Güímar (Tenerife)
Científicos del Instituto Volcanológico de Canarias (Involcan) y del Instituto Geológico y Minero de España (IGME) han investigado por primera vez las caracterizaciones geológicas y geomecánicas de la sucesión de macizos rocosos volcánicos afectados por los mega-deslizamientos de tierra que originaron los valles de Güímar y La Orotava, un trabajo científico cuyos resultados se han publicado recientemente en la revista científica internacional 'Journal of Volcanology & Geothermal Research.

### Espacios protegidos
El municipio de La Orotava cuenta con numerosos espacios naturales protegidos, destacando el parque nacional del Teide —del que posee gran parte de su superficie— y el Monumento Natural del Teide. Cuenta además con la Reserva Natural Integral de Pinoleris, el Paisaje Protegido de La Resbala y parte del de Costa de Acentejo y del parque natural de la Corona Forestal.
Todos estos espacios, a excepción del paisaje protegido de Costa de Acentejo, se incluyen además en la Red Natura 2000 como Zonas Especiales de Conservación y Zonas de Especial Protección para las Aves.
El municipio posee además el monte de utilidad pública denominado «Mamio, Leres y Monteverde».

## Historia

### Etapa guanche: antes del sigloxv
En La Orotava, los guanches habitaban principalmente en las zonas costeras y en las inmediaciones de los barrancos más grandes y las laderas del Valle. En estos lugares encontraban fácilmente los alimentos y medios para su subsistencia. Para los guanches el pico del Teide, situado en este municipio, era un lugar de culto.

### Conquista y colonización europeas: siglosxvyxvi
La derrota de los guerreros del Menceyato de Taoro, último bastión de los aborígenes, supuso el fin de la contienda, aunque continuasen luchando algunos guanches (denominados alzados) en los lugares menos accesibles.

### Antiguo Régimen: siglosxviiyxviii
La Orotava obtuvo del rey Felipe IV el título de villa exenta el 28 de noviembre de 1648 con alcalde mayor propio, ya que hasta esta fecha dependía de La Laguna.

### Etapa moderna: siglosxixyxx
En 1905 el rey Alfonso XIII otorga el título de «Muy Noble y Leal Villa».

## Demografía
La Orotava cuenta con una población de 42 585 habitantes (INE 2024).
| Gráfica de evolución demográfica de La Orotava entre 1842 y 2021                                                    |
| |
| Población de derecho según los censos de población del INE Población de hecho según los censos de población del INE |

A 1 de enero de 2022, La Orotava tenía un total de 42 434 habitantes, ocupando el 6.º puesto en número de habitantes tanto de la isla de Tenerife como de la provincia de Santa Cruz de Tenerife.
La población relativa era de 204,69 hab./km².
| Entidad singular               | Habitantes |
| ------------------------------ | ---------- |
| Aguamansa                      | 1153       |
| Las Arenas                     | 726        |
| El Bebedero                    | 1006       |
| Benijos                        | 1625       |
| Las Candías                    | 542        |
| Las Cañadas del Teide          | 3          |
| Chasna                         | 923        |
| Las Cuevas                     | 875        |
| Dehesa Alta                    | 1909       |
| Dehesa Baja                    | 40         |
| El Durazno                     | 320        |
| La Florida                     | 1337       |
| Los Frontones                  | 825        |
| Los Gómez                      | 681        |
| Hacienda Perdida               | 1086       |
| La Luz                         | 1176       |
| La Marzagana                   | 216        |
| Montijos                       | 277        |
| La Orotava (capital municipal) | 17 582     |
| La Perdoma                     | 5073       |
| Pino Alto                      | 285        |
| Pinoleris                      | 641        |
| Los Rechazos                   | 149        |
| El Rincón                      | 199        |
| San Antonio                    | 1768       |
| San Jerónimo                   | 1          |
| San Miguel                     | 455        |
| El Sauce                       | 382        |
| TOTAL                          | 41 255     |

## Administración y política

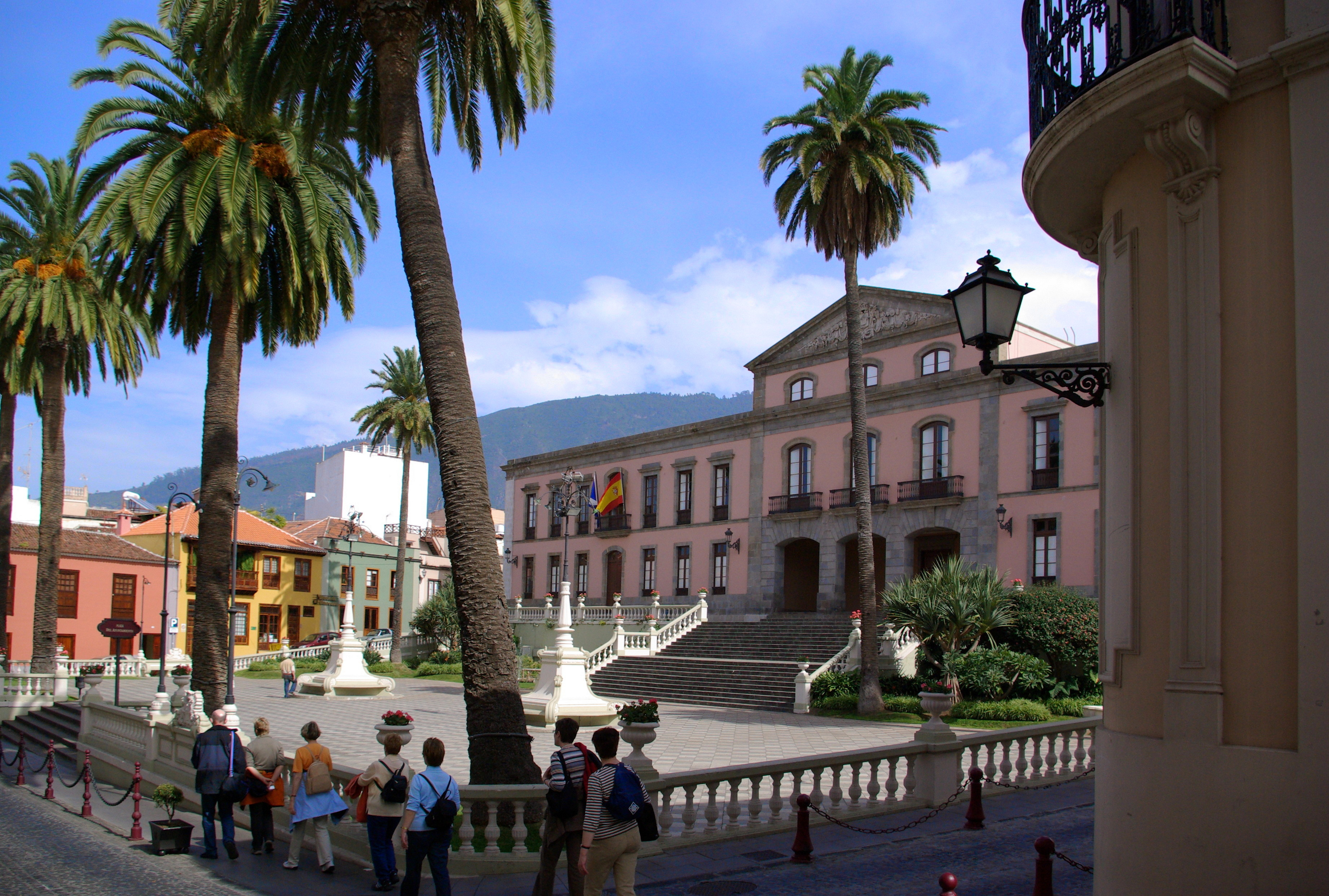
Ayuntamiento de La Orotava

### Gobierno municipal
El municipio se rige por su ayuntamiento, formado por veintiún concejales.
| Periodo   | Nombre                   | Partido | Partido                                      |
| --------- | ------------------------ | ------- | -------------------------------------------- |
| 1979-1983 | Francisco Sánchez García |         | Agrupación Independiente de La Orotava (AIO) |
| 1983-1995 | Isaac Valencia Domínguez |         | Agrupación Tinerfeña de Independientes (ATI) |
| 1995-2013 | Isaac Valencia Domínguez |         | Coalición Canaria (CC)                       |
| 2013-act. | Francisco Linares García |         | Coalición Canaria (CC)                       |

| Partido político                         | 2023  | 2023   | 2023       | 2019  | 2019   | 2019       | 2015  | 2015   | 2015       | 2011  | 2011   | 2011       | 2007  | 2007   | 2007       |
| Partido político                         | %     | Votos  | Concejales | %     | Votos  | Concejales | %     | Votos  | Concejales | %     | Votos  | Concejales | %     | Votos  | Concejales |
| Coalición Canaria (CC)                   | 53,65 | 12 391 | 13         | 54,76 | 12 706 | 13         | 50,86 | 11 981 | 12         | 52,04 | 12 499 | 13         | 52,00 | 12 603 | 12         |
| Partido Socialista Obrero Español (PSOE) | 17,12 | 3955   | 4          | 23,31 | 5410   | 5          | 17,91 | 4218   | 4          | 13,23 | 3177   | 3          | 14,92 | 3615   | 3          |
| Partido Popular (PP)                     | 11,91 | 2751   | 2          | 6,51  | 1511   | 1          | 11,81 | 2781   | 2          | 14,53 | 3490   | 3          | 8,50  | 2061   | 2          |
| Asamblea por La Orotava                  | 10,16 | 2348   | 2          | 10,41 | 2417   | 2          | –     | –      | –          | –     | –      | –          | –     | –      | –          |
| Podemos                                  | 1,06  | 246    | 0          | –     | –      | –          | 13,44 | 3166   | 3          | –     | –      | –          | –     | –      | –          |
| Iniciativa por La Orotava (IpO)          | –     | –      | –          | –     | –      | –          | –     | –      | –          | 9,39  | 2255   | 2          | 12,14 | 2943   | 3          |
| Izquierda Unida (IU)                     | –     | –      | –          | –     | –      | –          | –     | –      | –          | 4,98  | 1197   | 0          | 7,90  | 1914   | 1          |

### Organización territorial
El municipio se encuentra incluido en la Comarca del Valle de La Orotava, salvo su superficie inmersa en los espacios naturales protegidos del parque nacional del Teide y de la Corona Forestal, que pertenecen a la Comarca del Macizo Central.
El municipio se encuentra dividido, según datos del Instituto Nacional de Estadística, en veintiocho entidades singulares de población:
| Entidad singular               | Núcleos                | Superficie |
| ------------------------------ | ---------------------- | ---------- |
| Aguamansa                      |                        | - km²      |
| Las Arenas                     | La Vera                | - km²      |
| El Bebedero                    | Barroso                | - km²      |
| Benijos                        |                        | - km²      |
| Chasna                         |                        | - km²      |
| Las Candías                    |                        | - km²      |
| Las Cañadas del Teide          | Portillo de la Villa   | - km²      |
| Las Cuevas                     |                        | - km²      |
| Dehesa Alta                    |                        | - km²      |
| Dehesa Baja                    |                        | - km²      |
| El Durazno                     | San Bartolomé          | - km²      |
| La Florida                     |                        | - km²      |
| Los Frontones                  |                        | - km²      |
| Los Gómez                      |                        | - km²      |
| Hacienda Perdida               |                        | - km²      |
| La Luz                         |                        | - km²      |
| La Marzagana                   |                        | - km²      |
| Montijos                       | Camino Chasna-Montijos | - km²      |
| La Orotava (capital municipal) | Mayorazgo (La Orotava) | - km²      |
| La Perdoma                     |                        | - km²      |
| Pino Alto                      |                        | - km²      |
| Pinoleris                      |                        | - km²      |
| Los Rechazos                   |                        | - km²      |
| El Rincón                      |                        | - km²      |
| San Antonio                    |                        | - km²      |
| San Jerónimo                   |                        | - km²      |
| San Miguel                     |                        | - km²      |
| El Sauce                       |                        | - km²      |
|                                | TOTAL                  | 207,31 km² |

## Servicios

### Educación
En el municipio de La Orotava, tiene su sede la Universidad Europea de Canarias.

## Patrimonio

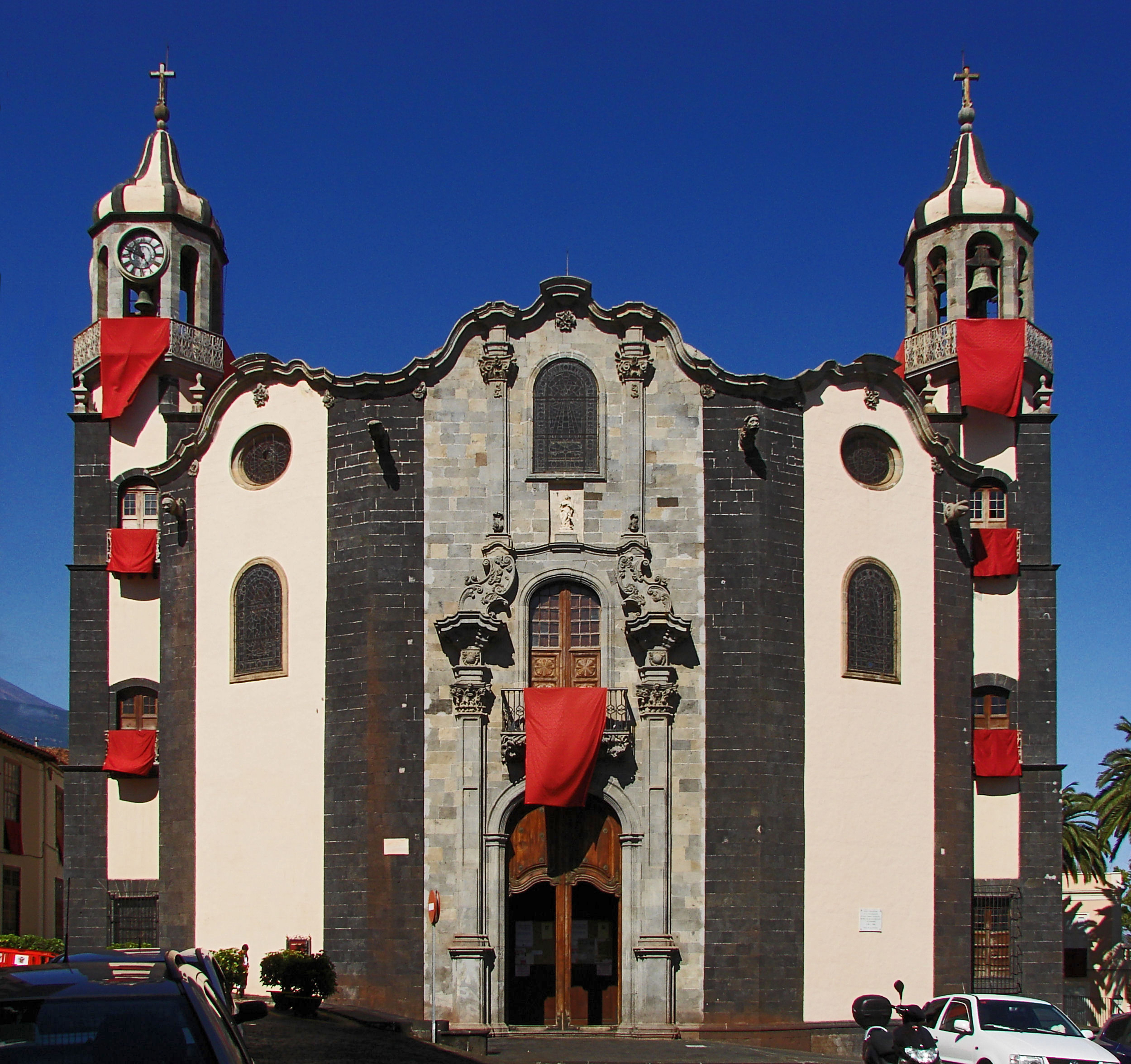
Iglesia de la Concepción

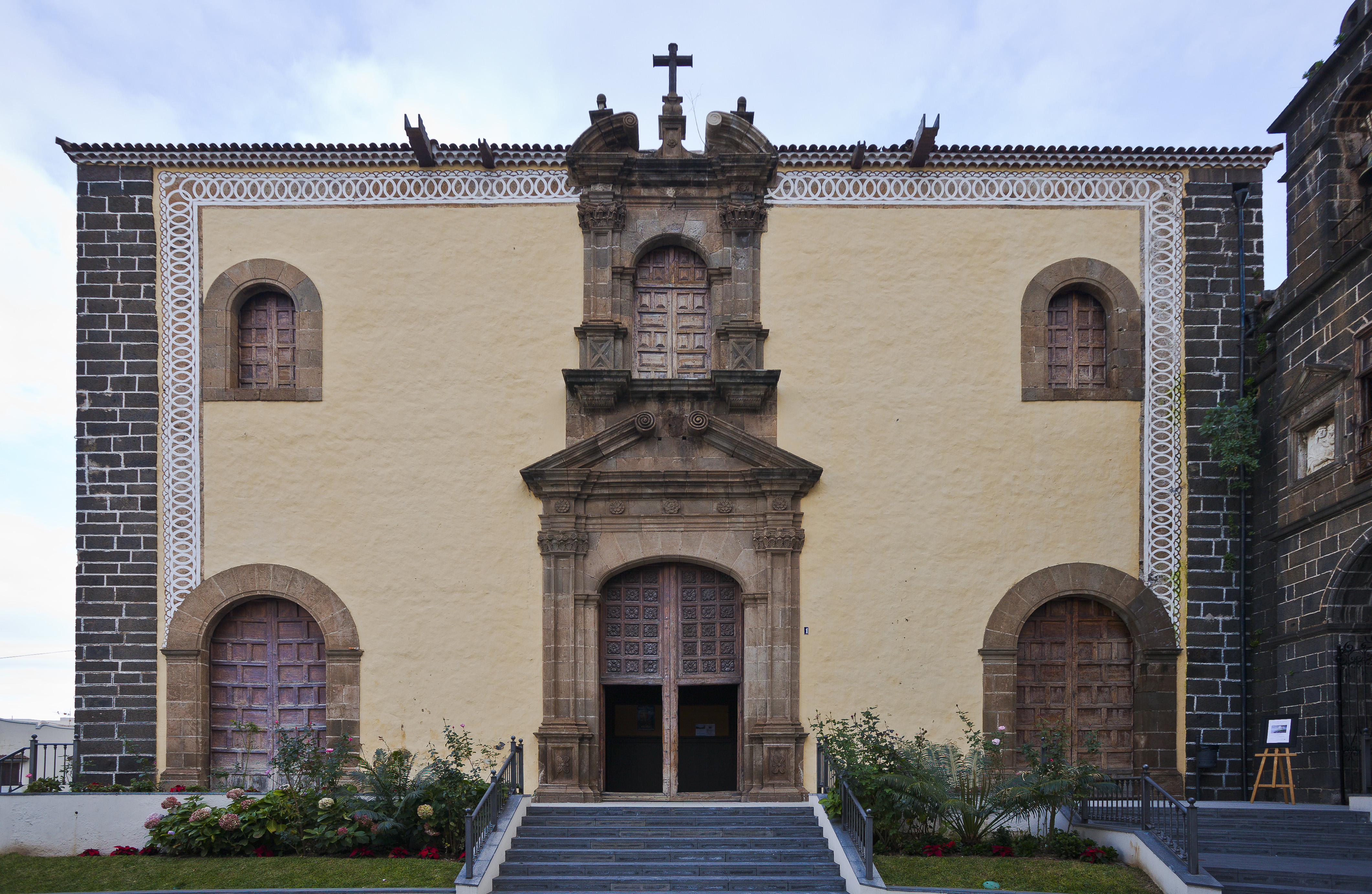
Iglesia del ex-convento de San Agustín

### Edificios religiosos
- Parroquia de Ntra. Sra. de la Concepción (Monumento Nacional). El edificio fue construido en la segunda mitad del siglo XVIII.
- Parroquia de San Juan Bautista. En la Villa de Arriba. Se segregó como parroquia en 1681.
- Hospital de la Santísima Trinidad e iglesia de San Francisco.
- Parroquia de Santo Domingo de Guzmán y Ex-convento de San Benito. En la actualidad el convento es sede del Museo de Artesanía Hispanoamericana de Tenerife (MAIT).
- Parroquia de San Isidro Labrador (El Calvario), diseñada por Mariano Estanga en 1917 (sustituyendo a una anterior del siglo XVII)
- Iglesia San Agustín y Ex-Convento de Nuestra Sra. de Gracia (Casa de la Cultura).
- Iglesia de la Candelaria del Lomo
- Ermita de Santa Catalina, del siglo XVI
- Ermita de Ntra. Sra. del Carmen, del siglo XVI
- Ermita de San Felipe
- Ermita de La Piedad
- Ermita de la Inmaculada Concepción de la Medalla Milagrosa
- Capilla de María Auxiliadora (Padres Salesianos)
- Cementerio de La Orotava

### Otros edificios

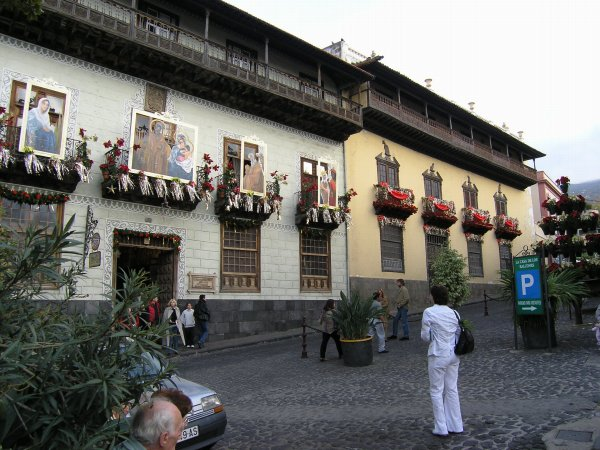
La Casa de los Balcones

- La Casa de los Balcones o de Fonseca.
- Casas señoriales como las de Lercaro, Zárate-Machado, Mesa, Monteverde, Ponte y Franchy, repartidas por el casco histórico.
- Ruta de los Molinos. La Orotava contaba con una red de molinos de agua formada por acequias de madera elevadas y arcos de piedra y argamasa. La caída del agua los hacía funcionar, aprovechando la inclinación de la ladera donde se enclava el Valle. En ellos se molían los cereales para hacer el gofio. En su máximo apogeo, la ruta llegó a contar con un total de trece molinos, de los que están en pie diez, aunque actualmente solo tres quedan en funcionamiento, empleando tecnologías relativamente modernas.
- Casa de Torrehermosa.
- Ayuntamiento (palacio municipal).
- Liceo de Taoro (antiguo Falansterio de Taoro).
- Colegio San Isidro. Fundado por Nicandro González y Borges, regentado por los padres salesianos

## Cultura

### Acontecimientos culturales
El municipio de La Orotava ha sido centro de numerosas grabaciones, entre ellas las películas de Furia de Titanes e Ira de Titanes de las cuales muchas escenas fueron rodadas en el parque nacional del Teide y alrededores. También fue escenario de otras como La decisión de Los Lupano.
Más recientemente La Orotava fue sede de la grabación del Dating show de Cuatro (canal de televisión), Un príncipe para Corina, rodada en Los jardines de Franchy y en la finca Saroga. Además en él se puede ver el casco antiguo, la plaza de la Constitución, La playa de los Patos, entre otros.
Desde hace tiempo, La Orotava ha llamado la atención de numerosos directores y productores de cine y de televisión, lo que la hace uno de los principales centros turísticos de grabación de toda Canarias.[cita requerida]

### Fiestas

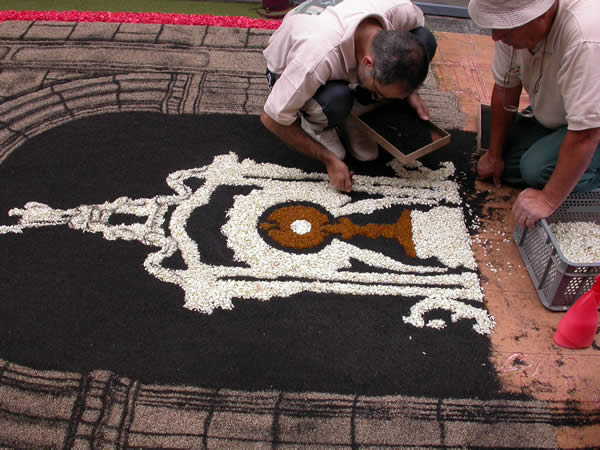
Alfombra de flores

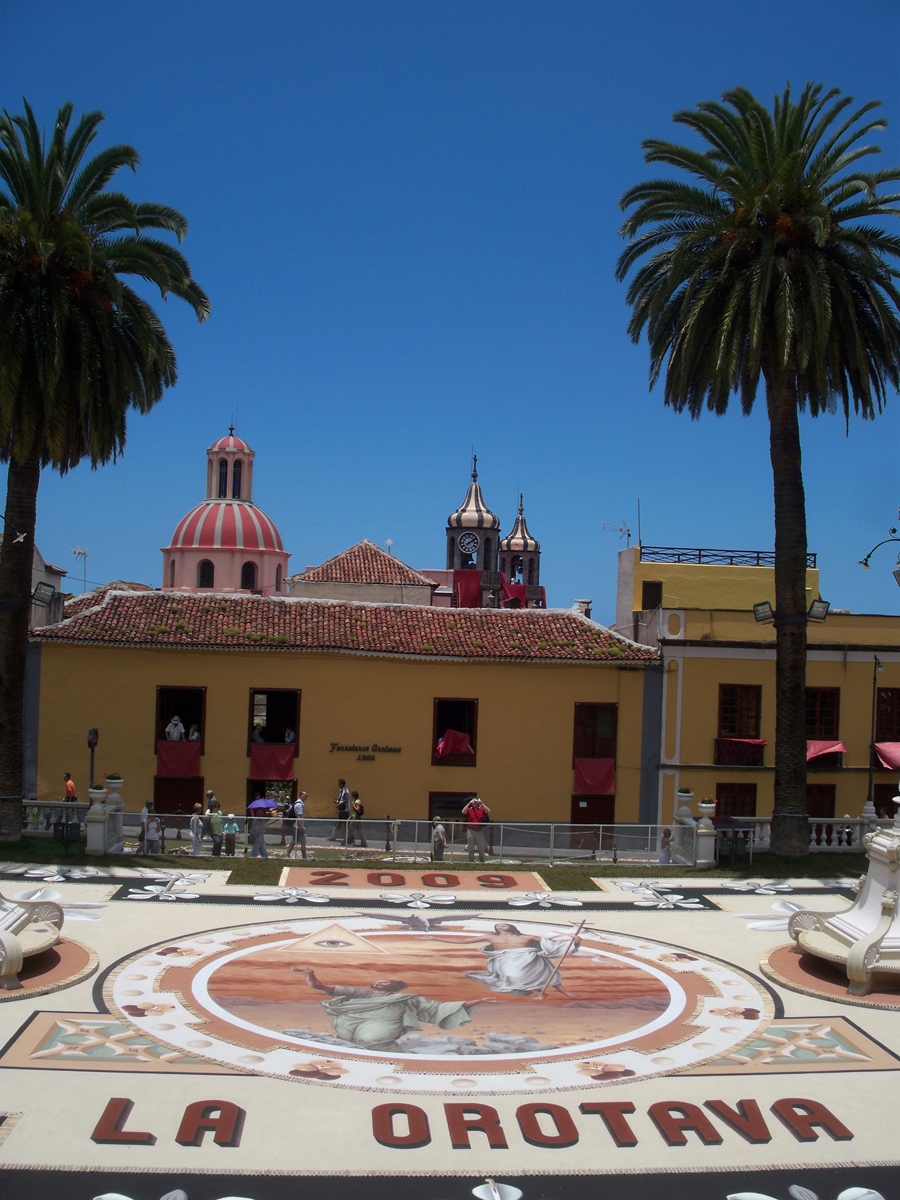
Tapiz de la plaza del Ayuntamiento

- Fiestas del Corpus y San Isidro Labrador. Celebradas a finales de mayo o en el mes de junio, de jueves a domingo, dependiendo de la fecha de celebración del Corpus. Los eventos principales son los siguientes:

- - Jueves: Tapices y alfombras. El jueves siguiente al domingo de Corpus, esto es en su infraoctava (antiguamente se celebraba el jueves siguiente al jueves de Corpus, es decir, en su octava), se confeccionan alfombras de flores en las calles del casco antiguo que muestran escenas religiosas y motivos ornamentales. También puede admirarse, en la plaza del Ayuntamiento, una gran alfombra hecha con tierra y arena procedente de las Cañadas del Teide. Esta alfombra cubre la plaza entera y tarda en confeccionarse todo un mes (actualmente ostenta el récord guiness de tapices de tierra en el mundo). Por la noche, una procesión transcurre por el recorrido marcado por las alfombras florales y termina en la plaza del Ayuntamiento con un acto religioso. La celebración del Corpus Christi de La Orotava es considerada una de las celebraciones más importantes del Corpus Christi en Canarias, junto con la del Corpus Christi de San Cristóbal de La Laguna siendo esta última la celebración más antigua de la isla.[27] La Octava del Corpus y la Romería de San Isidro es desde 1980, Fiesta de Interés Turístico Nacional.

- - Viernes: Baile de Magos. Baile tradicional celebrado en las calles y plazas del pueblo, en el que todos los participantes visten el traje típico de La Orotava.

- - Sábado: La subida del santo y la bendición del ganado.

- - Domingo: Romería de San Isidro labrador. Procesión festiva y tradicional del santo patrón de La Orotava. La festividad de San Isidro Labrador cuyo origen es de mediados del siglo XVII, viene organizándose bajo la forma en que hoy se conoce desde 1936, siendo la Sociedad Cultural Liceo de Taoro la que asume el papel de coordinar y organizar esta celebración.

- Festividad del Stmo. Cristo atado a la Columna. Tras un solemne quinario el Santísimo Cristo a la Columna, la devoción cristífera más importante de esta Villa, el primer domingo de julio, al atardecer, vuelve a recorrer las empinadas calles del casco histórico orotavense.

- Festividad de Nuestra Señora del Carmen. Durante la primera quincena de julio se celebra en la parroquia de San Juan Bautista el Solemne Novenario y procesión en honor de Nuestra Señora del Carmen Coronada, alcaldesa Mayor, Honoraria y Perpetua de la Villa.

- Navidad. A partir del día 8 de diciembre, día que se celebra en la parroquia matriz de la Concepción la Solemnidad de la Inmaculada, comienzan las actividades y actos navideños que tienen lugar por todos los rincones de la localidad, destacando el alumbrado público, el Belén tradicional que se realiza en la plaza del Ayuntamiento y la popular Cabalgata de Reyes del día 5 de enero.

- Semana Santa

Tres días destacan en la Semana Santa orotavense: El Jueves Santo, desde la iglesia de la Concepción parte la procesión del Mandato en la que, custodiados por la ya mencionada cofradía de la Vera Cruz desfilan el Cristo de la Misericordia, tallado en 1586 por Rui Díaz, y las imágenes de La Dolorosa, San Juan Evangelista y Santa María Magdalena, obras todas ellas del escultor grancanario José Lujan Pérez.
Por la noche, desde la parroquia de San Juan Bautista del barrio del Farrobo, parte la procesión de La Columna. En esta solemne noche orotavense procesiona el Cristo Atado a la Columna esculpido en 1689 por Pedro Roldán junto a la imagen de la Virgen de Gloria, también de José Luján Pérez, y de la que se ha dicho es una de sus mejores Dolorosas. Completan el conjunto, un San Juan Evangelista de Fernando Estévez y una Magdalena atribuida también al citado escultor orotavense.
El Viernes Santo, parte desde la parroquia de Santo Domingo la procesión del Encuentro, en la cual se escenifica el encuentro entre Jesús, camino del Calvario, con la Virgen. Conforman el cortejo procesional Santa Verónica, Santa María Magdalena, San Juan Evangelista, Jesús Nazareno, acompañado por el Cireneo, y la Virgen de los Dolores, todas estas imágenes anónimas del siglo xviii canario.
Al mediodía, sobre las doce, parte de la parroquia de San Isidro la procesión del Cristo del Calvario, el grupo escultórico de La Piedad, tallado en el siglo xix por Fernando Estévez, acompañada de su cofradía titular.
Ya en la tarde, es la parroquia de San Juan Bautista la que toma nuevamente el relevo. Desde su templo parte la procesión del Santo Entierro. El Cristo Difunto, recientemente ha sido relacionado con la gubia de Francisco de Ocampo. A la entrada de la procesión tiene lugar la escenificación del Entierro de Cristo, celebración que, además de en La Orotava, sigue perdurando en algunos lugares del norte de Tenerife como Los Realejos, Garachico, etc.

### Monumentos y lugares de interés

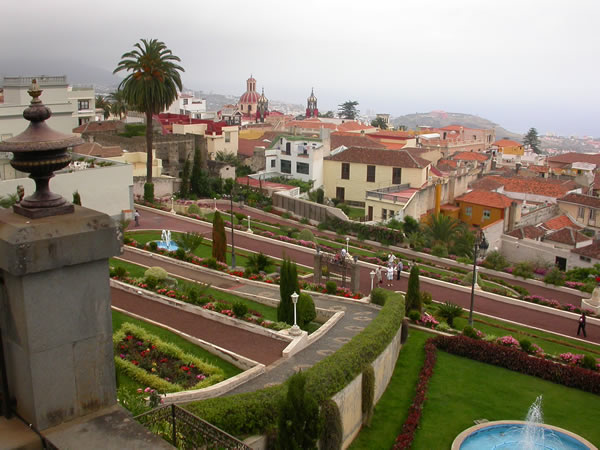
Jardines Victoria

- Plaza de la Constitución, la cual fue denominada en épocas anteriores como de la Alameda y se conoce entre los villeros como del Quiosco, también se le conoce como plaza de Anita, por la conocida y fallecida señora encargada de la venta de tabaco y golosinas en su lateral.[cita requerida]
- Hijuela de aclimatación del jardín botánico
- Jardines del marquesado de la Quinta Roja o Victoria. Fueron diseñados para albergar el panteón de Diego Sebastián de Ponte y del Castillo, VIII marqués de la Quinta Roja, reconocido masón de la Gran Logia Taoro. Este panteón fue mandado construir por su madre, Sebastiana del Castillo y Manrique de Lara, como respuesta a la negativa a darle enterramiento en el cementerio local, dada su condición de masón (aunque finalmente se dio permiso, por lo que el monumento está vacío de restos). Son unos jardines escalonados, construidos aprovechando la pendiente. Están surcados de caminos que van ascendiendo por las diferentes terrazas. El dibujo que trazan dichos caminos es la representación de los canales energéticos, incluidos los llamados centros energéticos o chakras, propios de la cultura oriental y asumidos por la masonería. El mausoleo fue diseñado y construido en Francia por el artista neoclásico Adolphe Coquet.

- Casa Doña Chana
- Plaza de Franchy Alfaro, conocida popularmente como «del Llano»
- Plaza de Casañas
- Plaza de San Francisco
- Playa del Bollullo
- Playa de los Patos
- Playa del Ancón
- Parque nacional del Teide

## Localidades hermanadas
- Puenteareas, España (1985)
- Vilaflor de Chasna, España (2021)